# Список почётных граждан Баня-Луки

Почётный гражданин Баня-Луки (серб. Почасни грађанин града Бање Луке) — почётное звание, вручаемое руководством Баня-Луки от имени города.
Звание может присваиваться за:
- выдающийся вклад в развитие города, труд и заслуги в строительстве, в создании и сохранении отношений и традиций с другими местными сообществами;
- достижение исключительных результатов в бизнесе, осваивании новых технологий, технических улучшениях, инновациях и рационализации;
- выдающиеся достижения и достигнутые высокие результаты в области образования, науки, культуры, искусства, спорта и физической культуры;
- выдающийся вклад в гуманитарную и благотворительную деятельность;
- проявленное мужество в чрезвычайных ситуациях для спасения жизней и предотвращения материального ущерба.

## Почётные граждане
| Портрет | Имя (годы жизни)                                                | Гражданство          | Год присвоения   | Должность/род занятий (на момент присвоения звания)                          | Пр.           |
| ------- | --------------------------------------------------------------- | -------------------- | ---------------- | ---------------------------------------------------------------------------- | ------------- |
|         | Марианна Шоммерс (?—) нем. Marianne Schommers                   | Германия             | 2004             | Основатель гуманитарной организации «Защити меня»                            | [ 1 ]         |
|         | Светислав Милосавлевич (1882—1960) серб. Светислав Милосављевић | Югославия            | 2005 (посмертно) | Бан Врбасской бановины                                                       | [ 1 ]         |
|         | Милорад Додик (1959—)                                           | Босния и Герцеговина | 2008             | Премьер-министр Республики Сербской                                          | [ 1 ] [ 2 ]   |
|         | Небойша Радманович (1949—) серб. Небојша Радмановић             | Босния и Герцеговина | 2009             | Член Президиума Боснии и Герцеговины                                         | [ 1 ] [ 3 ]   |
|         | Арие Ливне (1921—2020) серб. Арије Ливне                        | Босния и Герцеговина | 2012             | Сенатор Республики Сербской                                                  | [ 4 ] [ 5 ]   |
|         | Александр Боцан-Харченко (1957—)                                | Россия               | 2014             | Чрезвычайный и полномочный посол России в Боснии и Герцеговине               | [ 1 ] [ 6 ]   |
|         | Новак Джокович (1987—) серб. Новак Ђоковић                      | Сербия               | 2015             | Сербский теннисист                                                           | [ 7 ] [ 8 ]   |
|         | Желька Цвиянович (1967—) серб. Жељка Цвијановић                 | Босния и Герцеговина | 2018             | Премьер-министр Республики Сербской                                          | [ 9 ] [ 10 ]  |
|         | Горан Талич (?—) серб. Горан Талић                              | Босния и Герцеговина | 2018             | Директор Института физической медицины и реабилитации «Др. Мирослав Зотович» | [ 9 ] [ 10 ]  |
|         | Абас Арсланагич (1944—) серб. Абас Арсланагић                   | Босния и Герцеговина | 2019             | Тренер гандбольного клуба «Борац»                                            | [ 11 ] [ 12 ] |
|         | Коля Мичевич (1941—2020) серб. Коља Мићевић                     | Босния и Герцеговина | 2019             | Член Сербского литературного общества                                        | [ 11 ] [ 12 ] |
|         | Александр Вучич (1970—) серб. Александар Вучић                  | Сербия               | 2021             | Президент Сербии                                                             | [ 13 ] [ 14 ] |
|         | Маринко Умичевич (1957—) серб. Маринко Умичевић                 | Босния и Герцеговина | 2022             | Член Сената Республики Сербской                                              | [ 15 ] [ 16 ] |